# 陽明学

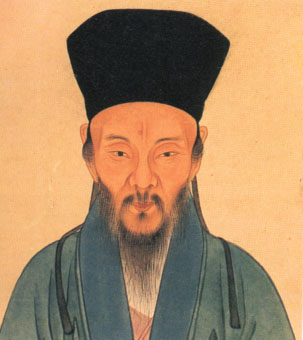
王守仁（王陽明）

陽明学（ようめいがく）は、中国の明代に、王陽明がおこした儒教の一派で、孟子の性善説の系譜に連なる。陽明学という呼び名は日本で明治以降広まったもので、それ以前は王学といっていた。また漢唐の訓詁学や清の考証学との違いを鮮明にするときは、宋明理学と呼び、同じ理学でも朱子学と区別する際には心学あるいは明学、陸王学（陸象山と王陽明の学問の意）ともいう。西洋では朱子学とともに新儒学（英: Neo-Confucianism）に分類される。形骸化した朱子学の批判から出発し、時代に適応した実践倫理を説いた。心即理、知行合一、致良知の説を主要な思想とする。

## 陽明学以前
宋代の学者に従って儒学の歴史を振り返ると、隋唐以前は経書の音訓（音読）や訓詁（単語の意味）を重視した訓詁学が中心であった。これに対して、宋代の学者は、訓詁学者は六経（五経）に込められた孔子ら聖人の本旨を正しく理解できておらず、改めて聖人の本旨を理解する試みが必要であるとの認識に達した。その際、隋唐以前の訓詁的研究を行いつつも、より率直に聖人と解釈者との一体性を強調し、解釈者の心と聖人の心とが普遍であるという前提を構築することになった。その結果、宋代以後の儒学は、孔子の思想的側面（聖人の心と解釈者の心）を明らかにすることにも力を費やすことになり、結果として思弁性のあるものとなった。その代表が朱子学と陽明学であった。
朱子学が最も重視したのは、古い歴史をもち、勝手な解釈の入る余地の少ない経書そのものではなく、「四書」と呼ばれる四つの書物であった。
四書とは、経書の中の『礼記』から分割編纂した「大学」と「中庸」、そして準経書扱いされていた『論語』と、『荀子』と並称されていた『孟子』という四つの書物である。これらの書物は比較的短文で、また勝手な解釈を混入させるに適当な内容の書物であったため、利用されるに至ったと考えられている。特に朱子学が従来の儒学議論の中から、孟子の「性善説」を取り出し、極端に尊崇したことから、「性」「善」の内容をめぐって議論を呼ぶことになった。そのため、諸種の学派間の抗争は、直接には性善説の解釈をめぐって行われる場合も多々見られることになった。
隋唐を承け、北宋を経過した儒学は、南宋中頃以後に徐々に道学と呼ばれる思想集団が頭を擡げ、南宋中頃に朱熹が道学を集大成して、遂に江南思想界を席巻するに及んだ。後、元朝によって南宋が亡ぼされた結果、南北中国の交流が始まり、朱子学は漸く華北にも地歩を築くに至った。
この朱子学の解釈は、正統的には「四書」と旧来の経書に対する注釈という形で伝わったものであった。そしてこの注釈書は元朝以来、徐々に科挙に登用され、明朝初期に及び、科挙の使用注釈書は全て朱子学系統のものとなった。この結果、朱子学は念願の王朝権力との一体化を果たし、思想界に重大な影響を与えることになったのである。
このように明朝に於いて確立した朱子学の権威は、明朝統治下のほぼ全域に亘り巨大な力を持つにいたったのだが、明朝政権下の中でも最も商業の発達していた江南地方には、明初期以来、朱子学と微妙な距離を置く人々がいた。例えば、撫州府崇仁県の呉与弼（康斎）や広州府新会県の陳献章（白沙）は朱子学派に属するものの、その聖人となるための修養法は読書よりも実践・静坐を重視するなど、後世から見ると若干朱子学とは異なる側面も見られなくはなかったのである。このことは特に陳献章の弟子湛若水（甘泉）と王守仁（陽明）とに交流があること、また王守仁と陳献章との学問的関係も絶無とされないことなどが注目され、明初期の江南地方の儒学者と、明中期以後の陽明学者との関係を意味づけるものと考えられる場合もある。しかし総じて明初期の思想界は朱子学的側面が強く、呉与弼や陳献章にせよ、本人としては朱子学の実践を行っているつもりであったのである。
なお以上の解釈には一定の歴史的根拠が与えられるが、これらの説明は日本の近代中国思想研究に於ける影響下にあることを前もって知る必要がある。近代以後、日本の中国思想研究は、西洋哲学を模倣する必要に迫られた結果、朱子学の思弁的側面を強調し、これを以て哲学と比較可能であると見なすようになった。この結果、朱子学とその派生形態である陽明学の中にある、思弁的側面に集中的に研究が加えられ、或はその思弁的側面こそが朱子学ないし陽明学の特徴であると考えられるに至った。それ故に、一般的に朱子学及び陽明学として説明される試みの多くは、この思弁的側面のみに注目したものとなっている。
また、朱子学（旧来の思想に対抗して生れたように考えられた）、特に陽明学（後に説明されるように、これは明朝が正式に認めた学問であった朱子学に対抗して生まれ出たように見えた）は、敗戦後の日本に於ける近代思惟・反権力・人間解放などの概念と容易に結びつき、朱子学及び陽明学の中、比較的それらの概念に近似する部分を抜き取り、そこに思想的価値を与えるという試みが盛んに行われた。以後に説明される陽明学の特徴も、その様な意味づけを与えられた結果であり、それが朱子学及び陽明学の歴史的・全面的な結果であると言い得るか否かは大いに疑問とする立場も一部にはある。（2006年現在）
朱子の死んだのは1200年であるが、その頃の朱子学は、程氏系統の学問や道学と呼ばれ、必ずしも支配的な学問としての地位を獲得してはいなかった。
朱子の晩年に偽学の禁がおこって、道学を偽学問とよび、道学の学従が官界から一掃されようとしたこともあり、当時の宰相趙如愚以下の名士59人が偽党とされた（慶元党禁）。
しかし、元代になると、南方では既に学界の主流となり、更に許衡と劉因の二人によって北方にも伝来していった。
以下、許衡と劉因との有名な問答のみを紹介する。劉因は、生涯、異民族たる元の朝廷に仕えなかった人であり、許衡は、仕えて大臣にまでなった人である。許衡が朝廷の召命をうけて北京におもむく途中、劉因を訪ねた。劉因いわく、公がただ一度の招きによって起こったのは、あまりにお手軽すぎはしないか、と。許衡答えいわく、かくのごとからざれば、道、行われず、と。次いで劉因にも召命が下ったが、劉因は固辞してうけなかった。ある人がその理由を聞くと、「かくのごとからざれば、道、尊からず」と答えたという。ともかく、延祐元年に元朝が長年絶えていた科挙を再開したときには、科挙の学科として、朱子学で特に重んじる四書をたて、かつての注は朱子のいわゆる『四書集注』を用いることにし、そのほかの五経についても従来の指定学説であった古い漢唐の注釈のかわりに、朱子もしくはその弟子の作った新しい注が指定されることになった。つまり、朱子学はこの頃にはすでに、科挙試験がその科目として採用せざるをえなくなるほどまでに普及していたということであり、また逆に科挙の科目となることによって、朱子学は圧倒的な権威をふるうことになるのである。

## 王陽明の登場
朱子学は体制側の思想となったが、それ故に体制擁護としての作用が肥大化し、かつての道徳主義の側面が失われていった。その道徳倫理を再生させようとしたのが、王陽明である。朱子学では「理」（万物の法則であり、根拠、規範。「然る所以の故であり、且つ当に然るべき則」）はあらゆるものにあるとし（「一木一草みな理あり」）、そうした理について読書など学問することにより理解を深めた後に「性」（個々に内在する理、五常五倫）へと至ることができるとした。いわば心の外にある理によって、心の内なる理を補完せんとしたのである。
当初は王陽明も朱子学の徒であったが、「一木一草」の理に迫らんとして挫折し、ついに朱子学から離れることになる。その際王陽明は朱子学の根本原理となっている「格物致知」解釈に以下のような疑義を呈した。まず天下の事事物物の理に格（いた）るというが、どうすれば可能なのかという方法論への疑義。そして朱子は外の理によって内なる理を補完するというが、内なる理は完全であってそもそも外の理を必要としないのではないか、という根本原理への疑義である。こうした疑義から出発し思索する中で陸象山の学へと立ち帰り、それを精緻に発展させたのが陽明学である。ただ陽明学は宋代の陸象山の学を継承したものではあるが、その継承は直接的なものではない。
なお陽明学の登場は、朱子学の時ほど劇的ではなかった。朱子学は政治学、存在論（理・気説）、注釈学（『四書集注』等）、倫理学（「性即理」説）、方法論（「居敬窮理」説）などを全て包括する総合的な哲学大系であって、朱子の偉大さは、その体系内において極めて整合性の取れた論理を展開した点にある。しかし陽明学はそのうちの倫理学及び方法論的側面の革新であったに過ぎない。無論儒教に於いて倫理学的側面は最も重要だったといえるが、大転換が起こったわけではなく、その点は注意を要する。

### 陽明学の根本思想
王陽明の思想は『伝習録』、『朱子晩年定論』、『大学問』にうかがうことができる。そしてその学問思想の特徴は以下のことばに凝縮されている。
1. 心即理 ― 陽明学の倫理学的側面を表すことば。「心即理」は陸象山が朱子の「性即理」の反措定として唱えた概念で、王陽明はそれを継承した。朱子学のテーゼ「性即理」では、心を「性」と「情」に分別する。「性」とは天から賦与された純粋な善性を、他方「情」とは感情としてあらわれる心の動きを指し、「情」の極端なものが人欲といわれる。そして朱子は前者のみが「理」に当たるとした。また「理」とは人に内在する理（＝性）であると同時に、外在する事事物物の「理」でもあるとされる。つまり「理」の遍在性・内外貫通性が朱子学の特徴であった。
しかし王陽明は「理あに吾が心に外ならんや」と述べるように、「性」・「情」をあわせた心そのものが「理」に他ならないという立場をとる。この解釈では心の内にある「性」（＝理）を完成させるために、外的な事物の理を参照する必要は無いことになる。この考えはやがて外的権威である経書、ひいては現実政治における権威の軽視にまでいたる危険性をはらんでいた。なお王陽明の「心即理」は基本的に陸象山のそれをトレースしたものであるが、陸が心に天理・人欲という区別を立てなかったのに対し、王陽明は朱子と同様「天理を存し人欲を去る」という倫理実践原理を持っていた点は異なる。
2. 致良知 ― 陽明学の方法論的側面を表すことば。「致良知」の「良知」とは『孟子』の「良知良能」に由来することばで、「格物致知」の「知」を指すが、「致良知」はそれを元に王陽明が晩年、独自に提唱した概念である。まず「良知」とは貴賤にかかわらず万人が心の内にもつ先天的な道徳知(「良知良能は、愚夫愚婦も聖人と同じ」)であり、また人間の生命力の根元でもある。天理や性が天から賦与されたものであることを想起させる言葉であるのに対し、「良知」は人が生来もつものというニュアンスが強い。また陽明学において非常に動的なものとして扱われる。
そして「致良知」とはこの「良知」を全面的に発揮することを意味し、「良知」に従う限りその行動は善なるものとされる。逆に言えばそれは「良知」に基づく行動は外的な規範に束縛されず、これを「無善無悪」という。王陽明は「無善無悪」について、以下に掲げる「四句教」を残した。
無善無悪是心之体（善無く悪無きは是れ心の体なり）

有善有悪是意之動（善有り悪有るは是れ意の動なり）

知善知悪是良知（善を知り悪を知るは是れ良知なり）

為善去悪是格物（善を為し悪を去るは是れ格物なり）
これは、「理そのものである心は善悪を超えたものだが、意（心が発動したもの）には善悪が生まれる。その善悪を知るものが良知にほかならず、良知によって正すこと、これが格物ということだ」というのが大意である。ただし、善悪を超えたといっても、孟子的性善説から乖離したというわけではない。ここにおける「無」は単なる存在としての有無ではなく、既成の善悪の観念や価値からは自由であることを指す。しかし誤解を招きかねないことばであることは間違いなく、この解釈をめぐり、後に陽明学は分派することになる契機となり、また他派の猛烈な批判を招来することにもなる。
3. 知行合一 ― 良知の有り様(1)。ここでの「知」（良知）とは端的に言えば認識を、「行」とは実践を指す。陽明学に反感を持つ朱子学者や日本では誤解され実践重視論として理解されたが、これは本来の意味からずれた理解である。心の外に理を認めない陽明学では、経書など外的知識によって理を悟るわけではない。むしろ認識と実践（あるいは体験）とは不可分と考える。たとえば美しい色を見るときのことを例に取ると、見るというのは「知」に、好むというのは「行」に属する。ただ美しいと感じてその色を見るときには、すでにして好んでいるのであるから、「知」と「行」、つまり認識と体験とは一体不可分であって、両者が離れてあるわけではないと王陽明は説く。また「知は行の始めにして、行は知の成なり」とする。これが「知行合一」である。道徳的知である良知は実践的性格を有し、また道徳的行いは良知に基づくものであって、もし「知」と「行」が分離するのであれば、それは私欲によって分断されているのだ、とする。朱子学では「知」が先にあって「行」が後になると教える（「知先行後」）が、「知行合一」はこれへの反措定である。
4. 万物一体の仁と良知の結合 ― 良知の有り様(2)。「万物一体の仁」とは、人も含めて万物は根元が同じであると考え、自他一体とみなす思想である。元々は程顥に見られる発想であるが、陽明はそれを良知と結びつけた。陽明は自らを含む万物はいわば一つの肉体であって、他者の苦しみは自らの苦しみであり、それを癒そうとするのは自然で、良知のなせるものだとした。ここに陽明学は社会救済の根拠を見出したのである。
5. 事上磨錬 ― 自己修養のあり方。朱子学においては読書や静坐を重視したが、陽明はそうした静的な環境で修養を積んでも一旦事があった場合役には立たない、日常の生活・仕事の中で良知を磨く努力をしなければならない、と説いた。これが「事上磨錬」である。

### 『大学』の再解釈
宋明理学において四書は非常に重視された経書である。このうち、『大学』は、宋以後著しく経書中の地位が上昇し、且つ朱子と王陽明で解釈が著しく分かれた。以下、主な朱子学との相違を記す。
1. テクスト
  - 朱子学: 朱子は大きく『大学』を改訂した。朱子以前より『大学』は文章や字句が並べ間違えられ、あるいは抜けていると言われていたが、それを改めたのが『大学章句』である。『大学章句』は程顥・程頤のテクスト批評を継承し、朱子が完成させたもので、脱落したと思われる箇所は朱子が書き足している。
  - 陽明学: 王陽明は朱子学以前のテクストをそのまま使用した。ただし、王陽明の序を付したものを『古本大学』という。
2. 「大学」という言葉の意味
  - 朱子学: 大学を「大人の学問」と規定する。大人は成人の意である。
  - 陽明学: 小人に対する大人、すなわち「君子の学問」と規定する。小人は得の無い者の意である。
3. 三綱領の「親民」
  - 三綱領とは『大学』における三つの総括的な主題で、『大学』はこの主題を説明するためにあるといってもよい。その二番目にあたる「親民」の解釈をめぐっても朱子と王陽明は大きく異なる。
  - 朱子学: 朱子は「親」を「新」と読み替え、「民を新たにす」、つまり「自分自身の明徳を明らかにした君子が、他者にまでそれを及ぼし革新する」の様に解した。
  - 陽明学: 王陽明は素直に「民を親しむ」と読む。
4. 八条目の「格物致知」
  - 八条目とは三綱領の細目で「格物」「致知」「誠意」「正心」「修身」「斉家」「治国」「平天下」の八つである。
  - 朱子は読書・修養によって聖人の高みに至るとし、三綱領に置かれた「格物致知」に根拠を求めた。つまり、「物に格る」（事物に即して理を極める、格＝至）とした。
  - 一方、王陽明はこの部分を再解釈し「物を格す」（物＝事、格＝正）とした。朱子においては「知」は道徳知と知識知が未可分であったが、陽明は専ら道徳知として理解する。「事」とは心の動きである「意」の所在であって、「知」とは良知を指す。「格物致知」を、「意」を正すことにより良知を発揮することとしたのである。端的に言えば心の不正を正すと王陽明は再解釈した。
5. 「誠意」の重視
  - 朱子学: 朱子学で最も要とされたのは、上記の「格物致知」である。
  - 陽明学: 陽明学で最も要とされたのは、「誠意」である（「大学の要は、意を誠にするのみ」）。ただし、陽明学の観点から言えば、意が誠ならば、良知は致されており、また、物も格されている。つまり「物を格し、知を致す」とは「意を誠にする」ことである。

### 陽明学が開いた地平
- 聖人観の変化
|  | この節は検証可能な参考文献や出典が全く示されていないか、不十分です。 出典を追加して記事の信頼性向上にご協力ください。（このテンプレートの使い方） 出典検索?: "陽明学" – ニュース · 書籍 · スカラー · CiNii · J-STAGE · NDL · dlib.jp · ジャパンサーチ · TWL (2023年3月) |

宋以後、「聖人、学んで至るべし」と言われるように、聖人は読書・修養によって人欲を取り除いた後に到達すべき目標とされるようになる。つまり理念的にはあらゆる人が努力次第で聖人となる道が開かれた。ただ読書などにかまける時間が多くの人々にあるはずもなく、実際にはその道は閉ざされたままだったといえる。
- しかし陽明学では心以外の外的な権威を否定するため、もう読書などは不可欠なものとは認められない。むしろ万人に平等に、そしてすでに良知が宿っていることを認めていこうとする。王陽明のある弟子の「満街これ聖人」（街には聖人が充ち満ちている）ということばは端的にこのことを表現していると言えよう。陽明学にあって聖人となれる可能性があるのは、読書人のみならず普通の庶民にも十分あるとされるのである。朱子学との連続性を考慮するならば、宋以後における聖人の世俗化の動きが、明代中葉・末期に至ってひとつの頂点を迎えたといえる。
- 人欲肯定への道を開く
|  | この節は検証可能な参考文献や出典が全く示されていないか、不十分です。 出典を追加して記事の信頼性向上にご協力ください。（このテンプレートの使い方） 出典検索?: "陽明学" – ニュース · 書籍 · スカラー · CiNii · J-STAGE · NDL · dlib.jp · ジャパンサーチ · TWL (2023年3月) | 心全体を理とするならば、その内にある欲望のみを否定することは原理的にできない。王陽明自身は「天理を存し人欲を去る」という朱子学的な側面を捨てきってはいなかったが、下で述べるように、その弟子達は人欲を自然なものとして肯定していくのである。よく知られているように明代中期以後、急速に貨幣経済が浸透する。軽々に思想と経済の間の因果関係を結論づけることはできないが、陽明学における人欲の肯定が、発展著しい商業経済にとって時宜に適う思想であったことは間違いない。
- 経書の地位低下
|  | この節は検証可能な参考文献や出典が全く示されていないか、不十分です。 出典を追加して記事の信頼性向上にご協力ください。（このテンプレートの使い方） 出典検索?: "陽明学" – ニュース · 書籍 · スカラー · CiNii · J-STAGE · NDL · dlib.jp · ジャパンサーチ · TWL (2023年3月) | 心を外的な規範から解放した結果、六経などの経書を尊び学ぶ姿勢が減退していくことになる。王陽明自身は「吾が心に省みて非なれば、孔子の言といえども是とせず」と言い切ってはいても、未だ経書への姿勢は謙虚さがあった。しかしその弟子、就中高弟と言われる者でも生涯に読んだ経書は四書だけといわれる人が陽明学派から出てくるようになる。かくして経書はその聖性を減じていき、六経は単なる歴史に過ぎないという解釈が生まれた。これは清代考証学の一派である黄宗羲ら浙東史学から章学誠を経て、章炳麟へ受け継がれていった。
- 朋友関係の重視
|  | この節は検証可能な参考文献や出典が全く示されていないか、不十分です。 出典を追加して記事の信頼性向上にご協力ください。（このテンプレートの使い方） 出典検索?: "陽明学" – ニュース · 書籍 · スカラー · CiNii · J-STAGE · NDL · dlib.jp · ジャパンサーチ · TWL (2023年3月) | 陽明学の一派は、講学といわれる研究会を好んだことで知られる。派内の交遊が壮んであることは、「五倫」（父子・君臣・夫婦・長幼・朋友）の中でも特に「朋友」という人間関係を重視する姿勢を生み出した。すなわち極めて同志意識・連帯意識が濃厚であった。本来、朋友以外の四倫は上下関係を基礎におくものであるが、朋友に限っては水平方向の人間関係である。それを重視するということは、儒教的価値観に一石を投じるものであった。

## 陽明学の流行と展開

### 陽明学左派―心学の横流－
王陽明の高弟としては、王畿（龍渓）、王艮（心斎）、徐愛（横山）、欧陽徳（南野）、銭徳洪（緒山）、鄒守益（東廓）、羅洪先（念庵）、聶豹（双江）らが有名である。しかし王陽明の死後、陽明学はいくつかの派に分裂した。王陽明の生前より、主に良知説における「無善無悪」の解釈をめぐり王龍渓ら左派と朱子学に再接近しようとする銭緒山らは対立していたが、師の没後分裂が決定的となった。
陽明学左派の中心人物は王龍渓と王心斎であって、この両者を王学の二王と称する。王陽明は心そのものに善悪の区別はないとしたが、「四句教」にあるように「意」「良知」「物」には善悪を認めた。しかし王龍渓らは師の説は徹底を欠くとして、「意」「良知」「物」も「無善無悪」としたのである。したがってそれらに基づく行動も善悪無しと主張した。これを「四無説」という。いわば善悪といった倫理を超えたものとして「良知」を解したのである。この主張は銭緒山ら右派のみならず、朱子学からも倫理に背くものとされ、彼らの思想・行動は心学の横流と呼ばれ厳しく批判された。また、彼らは狂人は聖人と紙一重という説も唱えていた。
- 王龍渓
|  | この節は検証可能な参考文献や出典が全く示されていないか、不十分です。 出典を追加して記事の信頼性向上にご協力ください。（このテンプレートの使い方） 出典検索?: "陽明学" – ニュース · 書籍 · スカラー · CiNii · J-STAGE · NDL · dlib.jp · ジャパンサーチ · TWL (2023年3月) | 王龍渓が上で師王陽明の良知説を革新したと述べたが、もう少し具体的にいうと、以下の二つの意味を良知に追加した。まず王陽明にあって良知はあくまで人の心にあるものであったが、弟子王龍渓はそれを「天則」（天のことわり）にまで拡大した点。次に「現成良知」を主張した点。「現成」とは、眼前にすでに出現しできていることであり、良知を発現させるために作為的もしくは意識的な修養は無用であって、良知はすでに既成の善悪を超え自律的に正しく判断するのだと主張した。王龍渓は良知を非常に動的なものとして捉え直したといえる。
また理学がその成立当初から禅宗の影響を強く受けていることは、宋代より言われ続けてきたことであるが、陽明学左派はとりわけ仏教の、そして老荘思想の影響が顕著である。この傾向は王陽明も持っていたが、特に王龍渓はこの傾向を強めたといわれる。その証拠として経書の解釈においても積極的に仏教などの語彙を使用して説明しようとした点がよく指摘される。そして仏教も道教も真理の一面を有していたことを認め、三教一致を目指そうとした。この傾向は王心斎の一派にも見られ、それ故にもはや儒教ではなく 禅宗の学だという批判を招くに至った。
- 王心斎と泰州学派
|  | この節は検証可能な参考文献や出典が全く示されていないか、不十分です。 出典を追加して記事の信頼性向上にご協力ください。（このテンプレートの使い方） 出典検索?: "陽明学" – ニュース · 書籍 · スカラー · CiNii · J-STAGE · NDL · dlib.jp · ジャパンサーチ · TWL (2023年3月) | 王心斎も王龍渓と同じく「現成良知」を奉じていたが、思弁性よりも、社会に向けた実践活動に特徴を有する。具体的には王心斎は、『孝経』と四書を重視したが、経書の注釈に拘らない自得の学問を説き、独特な「淮南格物」を主張したこと、古代を理想とする尚古思想をもっていたことがその思想的特徴といえるが、なによりも重要なのは、知識人層以外の階層に陽明学を広めることを己が責務としたことである。王心斎らの一派は泰州学派といわれ、この派からは何心隠、羅如芳（近渓）、楊起元（復所）、李贄（卓吾）、周汝登（海門）、陶望齢を輩出した。彼らはその身の中で、万民を救うという士大夫的責任感と「知行合一」とを結合させ、以下に述べるような社会批判を繰り広げていくのである。この意識が非常に高揚して、「侠」あるいは「遊侠」という境地に達するものも現れた。
- 李卓吾
|  | この節は検証可能な参考文献や出典が全く示されていないか、不十分です。 出典を追加して記事の信頼性向上にご協力ください。（このテンプレートの使い方） 出典検索?: "陽明学" – ニュース · 書籍 · スカラー · CiNii · J-STAGE · NDL · dlib.jp · ジャパンサーチ · TWL (2023年3月) | 李卓吾は陽明学左派の掉尾を飾る人物である。彼にいたって、朱子学が唱えた読書による人欲の排除といった理学の基本概念とは全く正反対の主張がなされた。まず李は良知説を改良し、「童心説」を唱えた。童心とは経書など外的権威・道徳を学ぶ以前の純真な心を指し、読書学問によってかえって失われるとした。また「穿・衣・吃飯、即ち是れ人倫物理なり」とも述べ、食欲や衣服を身につけようとすることは人間の本来の自然だとし、人欲を全肯定した。

### 陽明学右派と東林党
明末は魏忠賢ら宦官に与する閹党と顧憲成らの東林党が党争を繰り返していた。閹党と東林党は当時の政治や社会の現状を認めるか否かによって分かたれた集団であって、思想的な差異によるものではない。
そのため、宦官政治に批判的な人々は朱子学、陽明学を問わず東林党に集ったが、東林党に入った陽明学の人々は陽明学右派が中心であったため、陽明学左派の過激な思想や行動には批判的であった。ただ人欲を人間本来の自然とみる考えを全否定することはなく、それを認めつつ、人欲を制御する役目を「理」に与えることにより現実的な政策や思想を構想しようとした。それは清代の考証学や経世致用の学を生み出す端緒となる。
その代表的思想家は黄宗羲である。黄は陽明学右派劉宗周の弟子にあたり、『明夷待訪録』や『明儒学案』を著している。前者は政治・経済・軍事といった諸方面から国家のあり方を論じたもので、特に皇帝専制政治批判は舌鋒鋭く、清末に至り再評価された。そのため黄は「中国のルソー」と呼ばれる。後者は中国初の哲学史とも言うべき著作で、明代の儒学史研究において今でも必読書となっている。黄宗羲は、陽明学左派のようなひたすら唯心的に事柄を論ずる学風を好まず、事実に即した実証的な学問の確立を求めた。その学風は考証学の一派、浙東学派となって清朝の主要な思潮となっていくのである。

### 陽明学左派
朱子とその弟子たちは、いわゆる偽学の禁という政治的な問題を起こしたが、社会的な問題は起こさなかった。対して、陽明学派は、主に政治問題ではなく社会問題を引き起こした。
陽明学は、王陽明の死後、今日のことばでいえば左派と右派とに分裂し、左派（その中核はいわゆる泰州学派）はいわゆる陽明学の横流、心学の横流と呼ばれる現象をひきおこした。すなわち、陽明学派のあるものは社会的通念、権威、に挑戦し、既成道徳をふみにじるにいたり、積極的には道徳的混迷、社会不安を、消極的には社会的頽廃をひきおこした、というのである。左派は理論的・実践的にラディカリストであった。
ラジカルという意味は、おおよそ士大夫存在において、士大夫、読書人、としてふさわしいあり方、伝統的に形成せられているらしさ、いわゆる矩矱というものと、聖人をめざす理論・実践というものとの二つの極を考えることができるが、その場合、聖人という理想に対してあくまで忠実であろうとして、いわゆる矩矱を無視し、のりこえるに至る、それをいうのである。ふるい矩矱、名教は、単に習慣的なもの、外化したもの、仮、偽善、としてうちすてられ、攻撃せられるであろう。
それに対して右派は、正統的な士大夫派、名教護持派である。左派の活動が活発になるにつれて、右派は自覚的・無自覚的にますます朱子学寄りになり、たとえば王陽明が蛇足にすぎないとした敬が積極的に主張せられるようになったりした。

### 明末清初の陽明学
明朝の政治や思想に多大な影響を与えた陽明学であったが、その明朝と共に衰退し、清朝では考証学に学問の主役の座を奪われるに至るが、全くの絶学とはならず、清初においては右派が中心だったため穏健となり、陽明学は「聖学（＝朱子学）と異同非ず」と康熙帝が言うように必ずしも異学視されていたわけではなかった。ただすでに陽明学単体で学ばれるというよりも、「朱王一致」（朱子と王陽明の一致）といわれ、朱子学を補完するものとして扱われたに過ぎない。雍正帝以降、朱子学の正学化確立、乾隆・嘉慶の考証学全盛期（いわゆる乾嘉の学）到来によってさらにその傾向を強め、陽明学は衰微した。再び脚光を浴びるのは、清朝の末期になってからであった。

### 清末の陽明学
陽明学の沈滞状況は、1840年のアヘン戦争以降徐々に変化する。まず『海国図志』を著した魏源によって陽明学は見直され初め、康有為の師である朱次琦は「朱王一致」を再び唱えるなど陽明学は復活の兆しを見せるようになる。後に今文公羊学を掲げる康有為自身も吉田松陰の『幽室文稿』を含む陽明学を研究したという。
下の日本の項目で述べるように陽明学は日本に伝来して江戸時代以降の日本史に大きな足跡を残した。特に明治維新の思想的原動力として大きな影響を及ぼしたといわれる。明治となっても、三宅雪嶺が『王陽明』という伝記を著して陽明学を顕彰し、また陽明学に国民道徳の基礎を求める雑誌『陽明学』やその類似雑誌がいくつも創刊された。
日清戦争以後、明治日本に清末の知識人が注目するようになると、すでに中国本土では衰微していた陽明学にも俄然注意が向けられるようになった。明治期、中国からの留学生が増加の一途を辿るが、そうした学生達にもこの明治期の陽明学熱が伝わり、陽明学が中国でも再評価されるようになる。「陽明学」という呼称が、中国に伝わったのもこの頃であった。清代に禁書とされたこともあって、ほとんど忘れられていた李卓吾の『焚書』や『蔵書』は、明治期の陽明学熱によって中国に逆輸入されている。
中国における陽明学再評価に最も力があったのは、先に触れた康有為の弟子梁啓超である。梁啓超は1905年、上海で『松陰文鈔』を出版するほど、陽明学を奉じた吉田松陰を称揚した。また同時期書かれた梁の『徳育鑑』や「論私徳」（代表作『新民説』の一節）には、井上哲次郎の『日本陽明学派之哲学』の影響が見られる。こうした梁の傾向は戊戌政変後に日本に亡命して以降顕著となるが、それは彼が当時求めていた国民国家創出と深く関係する。まとまりを欠いた「散砂」のような中国の人々を強く結合させるためには、国民精神、国民道徳が不可欠だと梁啓超は考えていた。陽明学宣揚は、国民国家の精神に注入すべく為されたものであった。
こうした国民国家精神に陽明学を注入する梁啓超の考えは、当時の明治思潮によるものが大きい。当時の日本では、欧化主義の進展によって日本の道徳倫理や武士道精神が退廃にさらされていると考えられ、それらを陽明学で再生しようとする風潮があった。これが明治期における陽明学熱の背景である。
こうした風潮に梁啓超らは感化され、明治日本において陽明学の再発見、再評価したのみならず、陽明学を柱とする国民精神創造運動も取り込んだといえる。

## 日本の陽明学
日本に伝わった朱子学は、その普遍的な秩序への志向により、体制を形作る治世者に好まれた。一方、王陽明の意図に反して、陽明学には反体制的な理論が生まれたため、反体制の側が好む場合もあり、自己の正義感に囚われて革命運動に呈する者も陽明学徒に多い。
心即理（鏡面のような心）が本来前提であるにもかかわらず、己の私欲、執着を良知と勘違いして、妄念を心の本体の叫びと間違えて行動に移してしまうと、地に足のつかない革新志向になりやすいという説もある。山田方谷も、誤った理解をすると重大な間違いを犯す危険があると考えて、朱子学を十分に理解して朱子学と陽明学を相対化して理解が出来る門人にのみにしか陽明学を教授しなかったと言われている。
江戸期の代表的な陽明学者は中江藤樹と弟子の熊沢蕃山である。その他、淵岡山、中川謙叔、三輪執斎らがいる。

### 幕末期の陽明学信奉者
幕末の維新運動は陽明学に影響を受けている。高名な偉人では吉田松陰、高杉晋作、西郷隆盛、河井継之助、佐久間象山らが影響を受け、大塩平八郎の乱に代表されるように革命運動に身を挺した者も多い。
一方、陽明学の造詣の深さで、佐久間象山と対比される備中松山藩の山田方谷は、陽明学の持つ危険性を承知した上で、弟子には先に朱子学を学ばせ、有望な弟子にのみ、陽明学を教えた。
山田方谷と佐久間象山は佐藤一斎が塾頭をしていた昌平黌で学んでいる。塾長の方谷に若き日の象山がいどんだ連夜の激論は塾の語り草であり、佐門の二傑と称された。
佐藤一斎は朱子学を奉ずる昌平黌の儒官であり、公然と陽明学の理を主張し得なかったが、著書の『大学一家私言』は陽明学の視点で書かれたものであり、また、幕末の志士に大きく影響をあたえた『言志四録』には陽明学の思想が散見される。また、一斎が中江藤樹を尊崇していたことや、彼の門から陽明学の影響を受けたものが多数輩出していることなどから、一斎が陽明学を奉じていたことは明白であるとされる。そのため「陽朱陰王」のそしりを受けたが、その主とする所は陽明学に存すると言える。

### 近代日本の陽明学
日本における陽明学の全盛期を、明治維新以降とする説もある。即ち、三宅雪嶺が1893年に刊行した著書『王陽明』を嚆矢とする幕末陽明学の再興運動が、欧化政策の反動として高揚した国粋主義や武士道の見直しの動きと結びつき、明治後期から大正時代にかけて頂点を迎えたという見方である。
この時期の主な人物として、上記の三宅雪嶺や井上哲次郎のほか、高瀬武次郎、徳富蘇峰、吉本譲、東敬治、石崎東国らがいる。当時の陽明学は日本国民の精神修養の一環として、死生を逸脱した純粋な心情と行動力とを陶冶する実践倫理として説かれる部分が大きかった。
また、この頃の日本における陽明学の再評価が、梁啓超に代表される清人留学生の目に留まり、中国での陽明学再興に大きな影響を及ぼした。

### 各界の信奉者
財界
- 岩崎弥太郎 - 三菱財閥の創設者
- 渋沢栄一 - 実業家、「日本資本主義の父」

その他
- 広瀬武夫 - 海軍軍人
- 東郷平八郎 - 海軍軍人
- 奥宮健之 - 自由民権運動家
- 幸徳秋水 - 明治期の社会主義者、奥宮健之の父・慥慥斉に師事
- 富岡鉄斎 - 文人画家、儒学者
- 三島中州 - 漢学者、二松學舍創立者
- 三島由紀夫 - 作家。晩年に傾倒。ただし、三島は王陽明の『伝習録』を直接読んでいる形跡はなく「日本陽明学」の系譜からの影響を受けた。三島は井上哲次郎の『王陽明の哲学の心髄骨子』を読んでいる。三島の評論には『革命哲学としての陽明学』がある。
- 安岡正篤 - 陽明学の像を「帝王学」とし、本来は「心学」である陽明学の像を変えたという意味で功罪があるとされる。安岡が東大卒業時に出版した『王陽明研究』は日本や中国の識者に大きな影響を与えた。安岡の著書は『東洋宰相学』『日本精神の研究』など多岐に亘り、安岡が必ずしも陽明学者としてのみ位置づけられるものではない。

## 朝鮮の陽明学
朝鮮半島の陽明学については 中 2013, 馬淵 2011 が詳しい（本項では未参照）。
朝鮮半島には16世紀初めに齎された。その初期に陽明学を奉じた者としては南彦経と李瑶がいる。
次いで許筠と張維が出て、陽明学を発展させた。許筠は陽明学の立場から朱子学の礼教的側面を批判し、また、朝鮮では最も早く人欲を肯定した思想家である。張維は朱子学の「知先行後」を論難し、陽明学の「知行合一」を賞賛した。また陽明学の個性尊重の側面を受け継ぎ、「自治・自立・自主」に重きを置いた学説を説いた。
その後に張維の影響を強く受けて、朝鮮陽明学の代表ともいえる鄭齊斗（霞谷）が出た。彼は朱子の理気二元論に異を唱え、理と気は一体不可分であるとし、また「知行合一」を称揚して実践を重視した。当時李氏朝鮮でも朱子学は形骸化しつつあったが、鄭は陽明学によって儒教を再生することを唱えるに至る。
しかし、朝鮮の陽明学は一貫して少数派の地位を脱し得ず、本場中国以上に朱子学派から抑圧され、徐々に衰退した。例えば、李滉（退渓）は『伝習録弁』で陽明学を厳格に批判した。
陽明学の朝鮮史における影響は日中に比して高いと言い難いが、実学や経世致用の思想には影響が認められる。
大韓帝国末期から日本統治時代には、朴殷植や鄭寅普が陽明学を論じた。

## 関連文献
- 荒木見悟 『陽明学の位相』研文出版、1992年、ISBN 4876361045
- 大橋健二 『良心と至誠の精神史―日本陽明学の近現代』 勉誠出版、1999年
- 荻生茂博「陽明学」『日本歴史大事典 3』小学館、2001年、ISBN 978-4-095-23003-0
- 荻生茂博『近代・アジア・陽明学』ぺりかん社、2008年、ISBN  978-4831512024
- 小島毅『近代日本の陽明学』講談社選書メチエ、2006年
- 小島毅『朱子学と陽明学』 ちくま学芸文庫、2013年
- 島田虔次訳・解説 『中国文明選6 王陽明集』 朝日新聞社、1975年
- 島田虔次 『朱子学と陽明学』 岩波新書、1967年、ISBN 4004120284
- 島田虔次訳・解説 『大学・中庸』 朝日文庫（上下）、1978年
- 中純夫『朝鮮の陽明学―初期江華学派の研究―』汲古書院、2013年。ISBN 9784762929946。
- 馬淵昌也 編『東アジアの陽明学 接触・流通・変容』東方書店、2011年。
- 溝口雄三訳 『伝習録』 新版・中央公論新社〈中公クラシックス〉、2005年、ISBN 4121600827
- 山田準・鈴木直治訳 『伝習録』 岩波文庫、1936年 復刊多数
- 吉田公平 『日本における陽明学』 ぺりかん社、1999年、ISBN 4831509213
- 吉田公平 『陽明学が問いかけるもの』研文出版〈研文選書〉、2000年、ISBN 487636186X

### 叢書
- 『シリーズ陽明学』明徳出版社、1989年-2010年。NCID BN03826126
- 『王陽明全集』（全10巻）明徳出版社、1983年-1987年。NCID BN00465633
- 『陽明学大系』（全11巻別巻1）明徳出版社、1971年-1974年。NCID BN02307644